# Puget-Théniers
Puget-Théniers (Occitaans: Lo Puget Tenier; Italiaans: Poggetto Tenieri) is een gemeente in het Franse departement Alpes-Maritimes (regio Provence-Alpes-Côte d'Azur). De plaats maakt deel uit van het arrondissement Nice. Puget-Théniers telde op 1 januari 2022 1.803 inwoners.

## Geografie
De oppervlakte van Puget-Théniers bedroeg op 1 januari 2022 21,45 vierkante kilometer; de bevolkingsdichtheid was toen 84,1 inwoners per km².
De onderstaande kaart toont de ligging van Puget-Théniers met de belangrijkste infrastructuur en aangrenzende gemeenten.

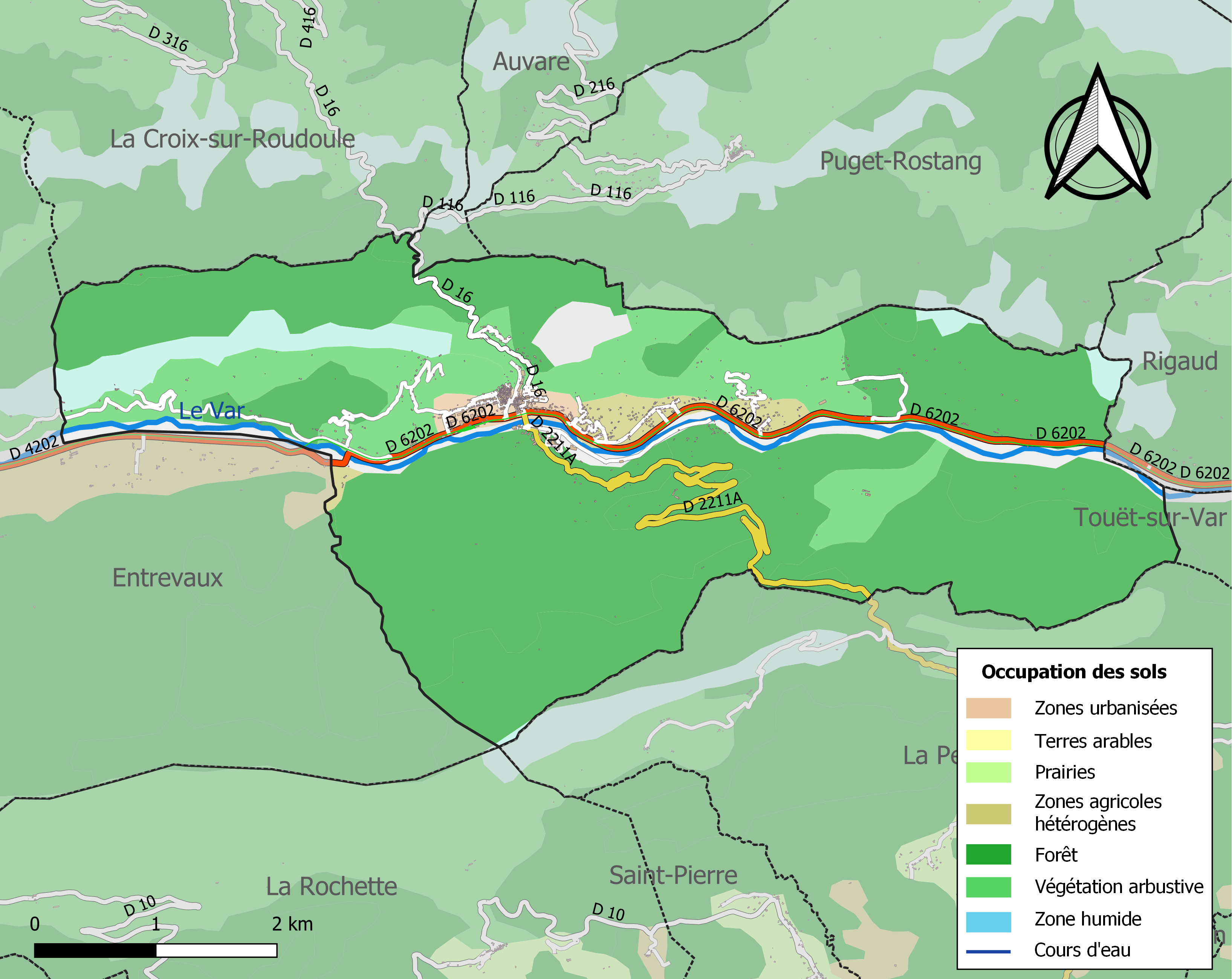

## Demografie
Onderstaande figuur toont het verloop van het inwonertal (bron: INSEE-tellingen).
Vanwege een beveiligingsprobleem met de MediaWiki Graph-software is het momenteel niet mogelijk deze grafiek weer te geven. Zodra de software is bijgewerkt zal de grafiek vanzelf weer zichtbaar worden.

## Geboren in Puget-Théniers
- Louis Auguste Blanqui (1805-1881), activist en revolutionnair denker